# Neoeucirrhichthys
Neoeucirrhichthys este un gen monotipic de pești care aparține familiei Cobitidae, descris de Petre Mihai Bănărescu și Teodor T. Nalbant în 1968.

## Specii
Este recunoscută o singură specie care aparține acestui gen:
- Neoeucirrhichthys maydelli Bănărescu & Nalbant, 1968